# 龙潭水库 (钟山)
龙潭水库是中国广西壮族自治区贺州市钟山县境内的一座水库，位于思勤江支流珊瑚河上，建于1958年。水库正常库容为2070万立方米，平均水深为20.00米，集雨面积为36平方千米，海拔为243.3米。